# Schwalbenfisch
Der Schwalbenfisch (Exocoetus volitans) ist ein Fisch aus der Familie der Fliegenden Fische. Er wird bereits von Plinius dem Älteren unter Berufung auf Aristoteles erwähnt.
Schwalbenfische sind in der Lage, bis zu 200 Meter weit zu fliegen. Ihr Flug entspricht dabei dem Gleiten eines Segelflugzeugs. Mit einer Geschwindigkeit von über 50 km/h durchbrechen sie die Wasseroberfläche. Die Fische breiten dann ihre Brust- und Bauchflossen aus und kommen so in einen Segelflug. Treffen sie wieder auf der Wasseroberfläche auf, beschleunigen sie erneut durch schnelle Bewegungen des halb eingetauchten Schwanzes, genauer des größeren unteren Lappens der recht steifen Schwanzflosse. Der Vorgang kann sich mehrfach wiederholen. Im Allgemeinen wird das „Fliegen“ der Fische als Fluchtverhalten vor Fressfeinden gedeutet.
Alexander von Humboldt vertrat die Ansicht, dass sie es aus reinem Vergnügen tun.

## Vorkommen
Schwalbenfische bewohnen den subtropischen und gemäßigten Atlantik sowie das Mittelmeer.

## Belege
1. ↑  Otto E. Wieghardt: Fische der kanarischen Inseln (PDF; 6,9 MB).